# 仁果
仁果，相传为西汉时期云南地区白子國国王，白族的早期君主。
他是白崖国（今云南省弥渡县红崖）蒙苴颂的后裔。传说在约公元前2世纪末，被众人所推举为主，在益州郡白建立白子国，被汉武帝册封为王，获得汉朝所赐玉印。后来其十五代孙龙佑那被三国蜀汉丞相诸葛亮赐为张姓，于是又传称仁果为白族张姓的始祖。